# フランク・ドゥフェネク
フランク・ドゥフェネク（Frank Duveneck、出生時の名: Frank Decker、1848年10月9日 - 1919年1月3日）はアメリカ合衆国の印象派の画家、版画家、彫刻家である。

## 略歴
ケンタッキー州のコビントンにドイツ移民の息子に生まれるが父親はドゥフェネクが生まれてすぐの1849年にコレラの流行のために没した。1850年に母親とシンシナティに移り、母親が食料店主と再婚したので、継父の姓を名乗ることになった。美術の教育を、地元の教会の装飾画家の見習いとして働いて学んだ。1870年にミュンヘン美術院で学ぶためにドイツの渡った。ヴィルヘルム・フォン・ディーツやヴィルヘルム・ライブルに学び、オランダの巨匠ディエゴ・ベラスケスやフランス・ハルスの作品から影響を受けた。
1873年に一旦アメリカに戻り、一年後にオハイオの学校で教え始めた。この時代に教えた学生にはジョン・ヘンリー・トワックトマンやロバート・フレデリック・ブルームがいる。1875年のボストン・アート・クラブの展覧会で、批評家から高い評価を得た。
1875年に、教え子のトワックトマンらと再びミュンヘンに渡り、ミュンヘンではアメリカから学びに来ていたウィリアム・メリット・チェイスやウォルター・シャーローと知り合った。1876年5月にパリを旅し、翌年はトワックトマン、チェースと9ヶ月、ヴェネツィアに滞在した。
1878年にミュンヘンに戻り、ポリングの美術学校で教授として教え初め、アメリカやカナダからの画家、たとえばエリザベス・フォーブス、ジョン・ホワイト・アレキサンダー、ジョセフ・デキャンプ、ジュリアス・ロルショーヴェンらを教えた。1879年に「ドゥフェネク・ボーイズ」と呼ばれた何人かの弟子とヴェネツィアやフィレンツェを旅し、アメリカ人画家、ジェームズ・マクニール・ホイッスラーらと知り合いホイッスラーとは協力して活動することになった。
イタリア時代まではおもに肖像画を描いていたが風景画や風俗画を描くようになり色調も変わった。1886年に教え子でボストン生まれのエリザベス・ブート（Elizabeth Boott）と結婚するが、1888年に妻をなくした。ドゥフェネクはシンシナティに戻り教職に戻った。妻の墓のために彫像を制作した。その後は主にシンシナティですごした。1906年にナショナル・アカデミー・オブ・デザインの会員に選ばれ、1915年のサンフランシスコ万国博覧会に作品を出展した。

## 作品

### 肖像画

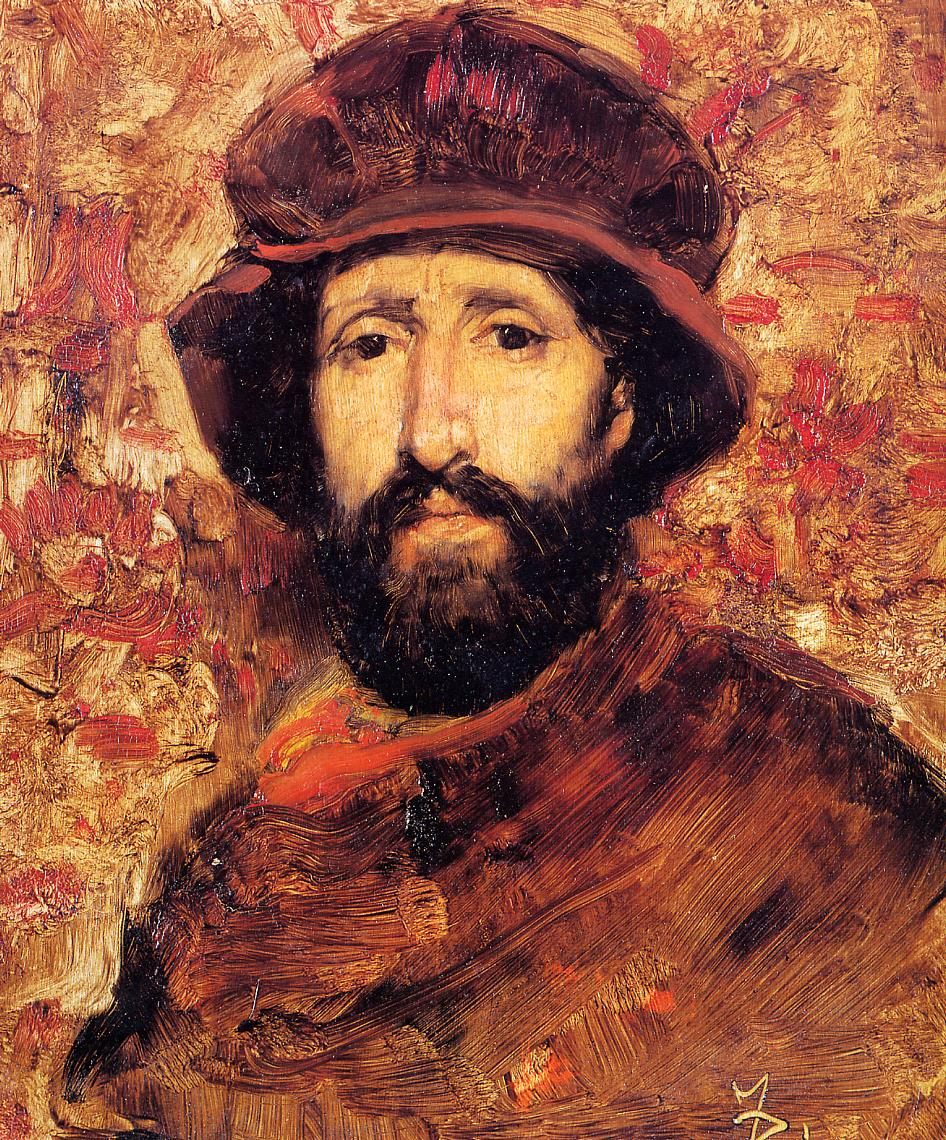
画家の肖像
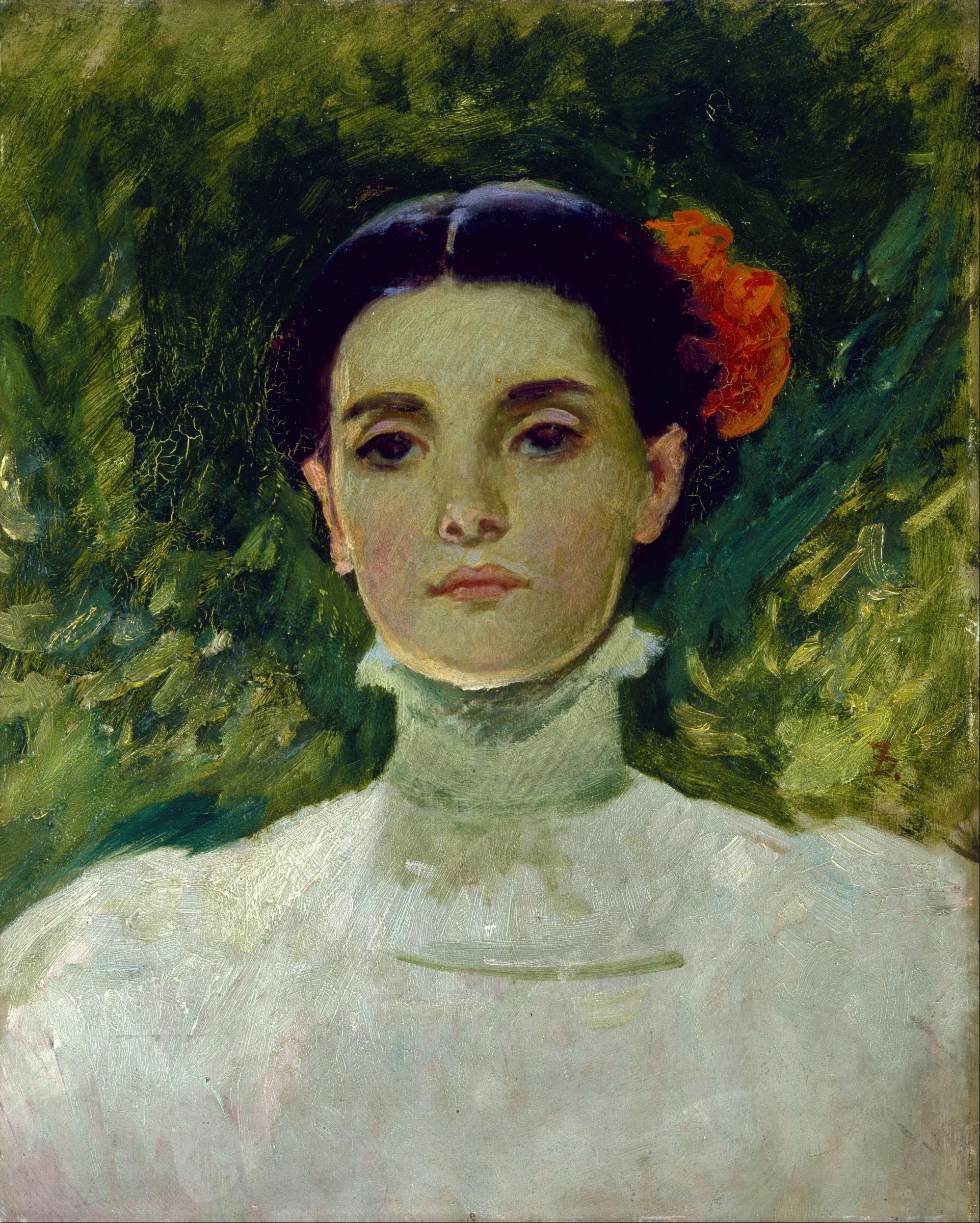
マギー・ウィルソン
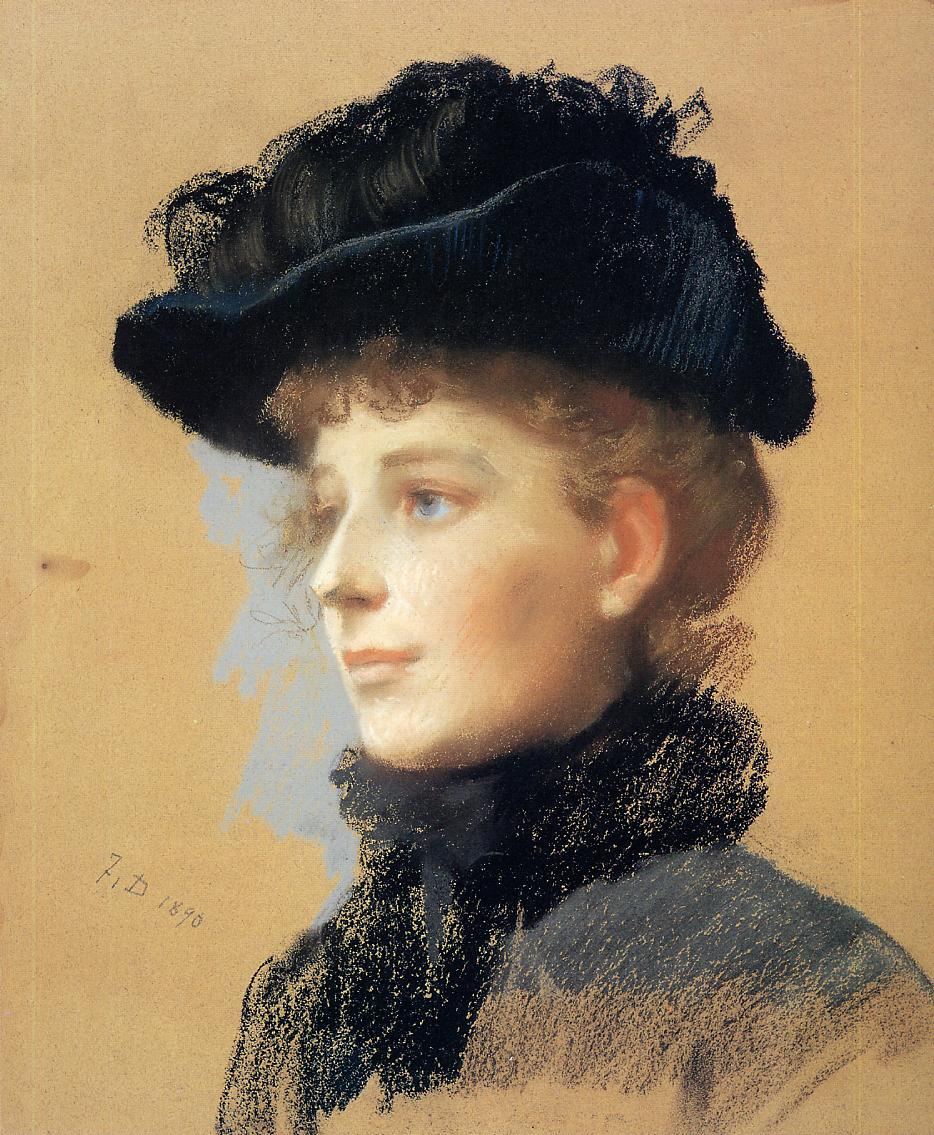
黒い帽子の女性
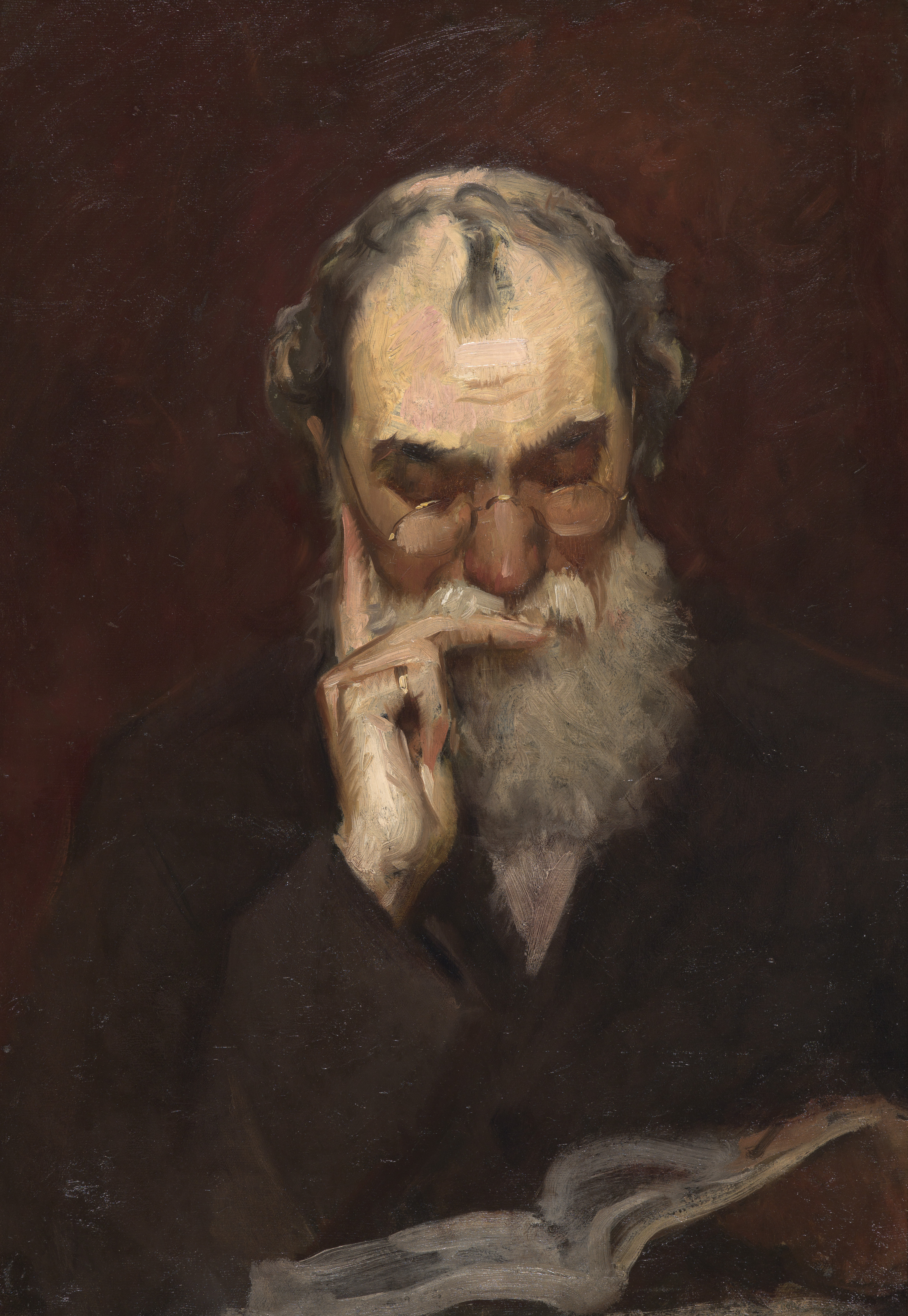
Henry James Sr. (1811–1882:神学者)
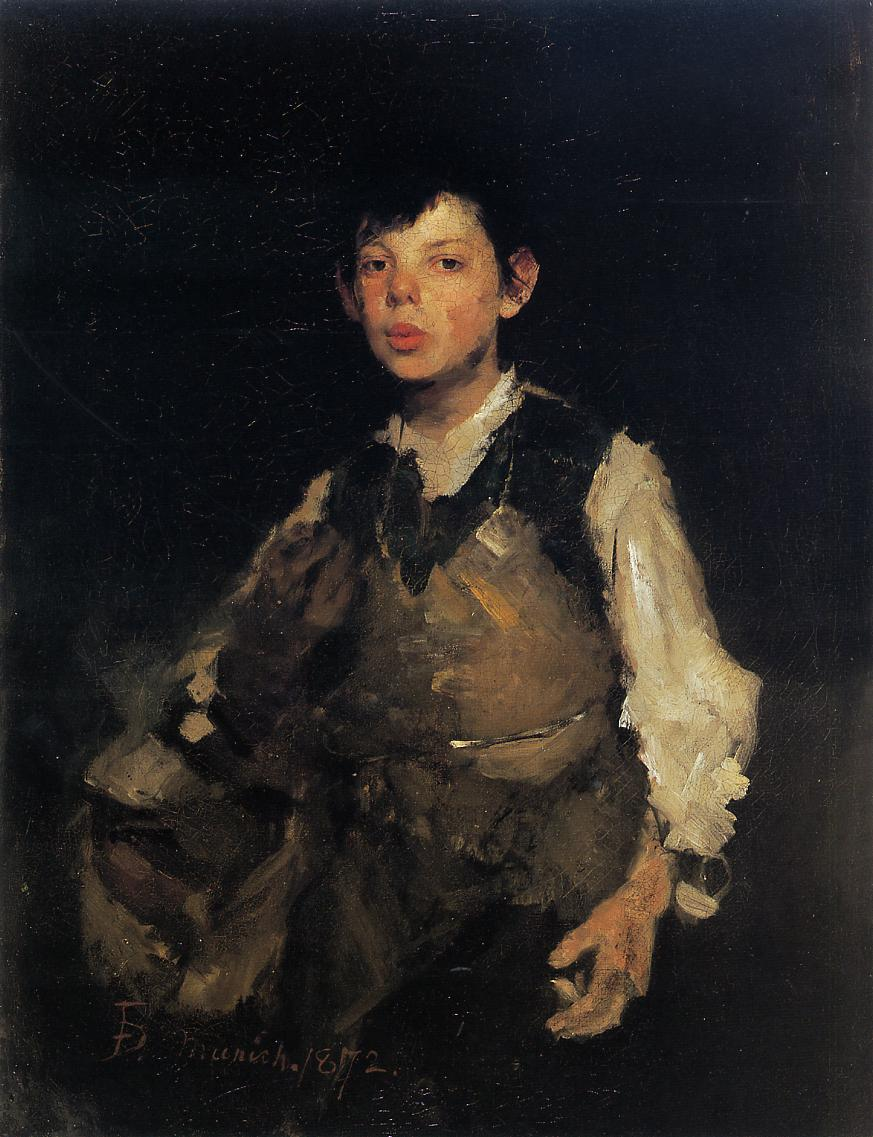
口笛を吹く少年

### 風俗画・風景画

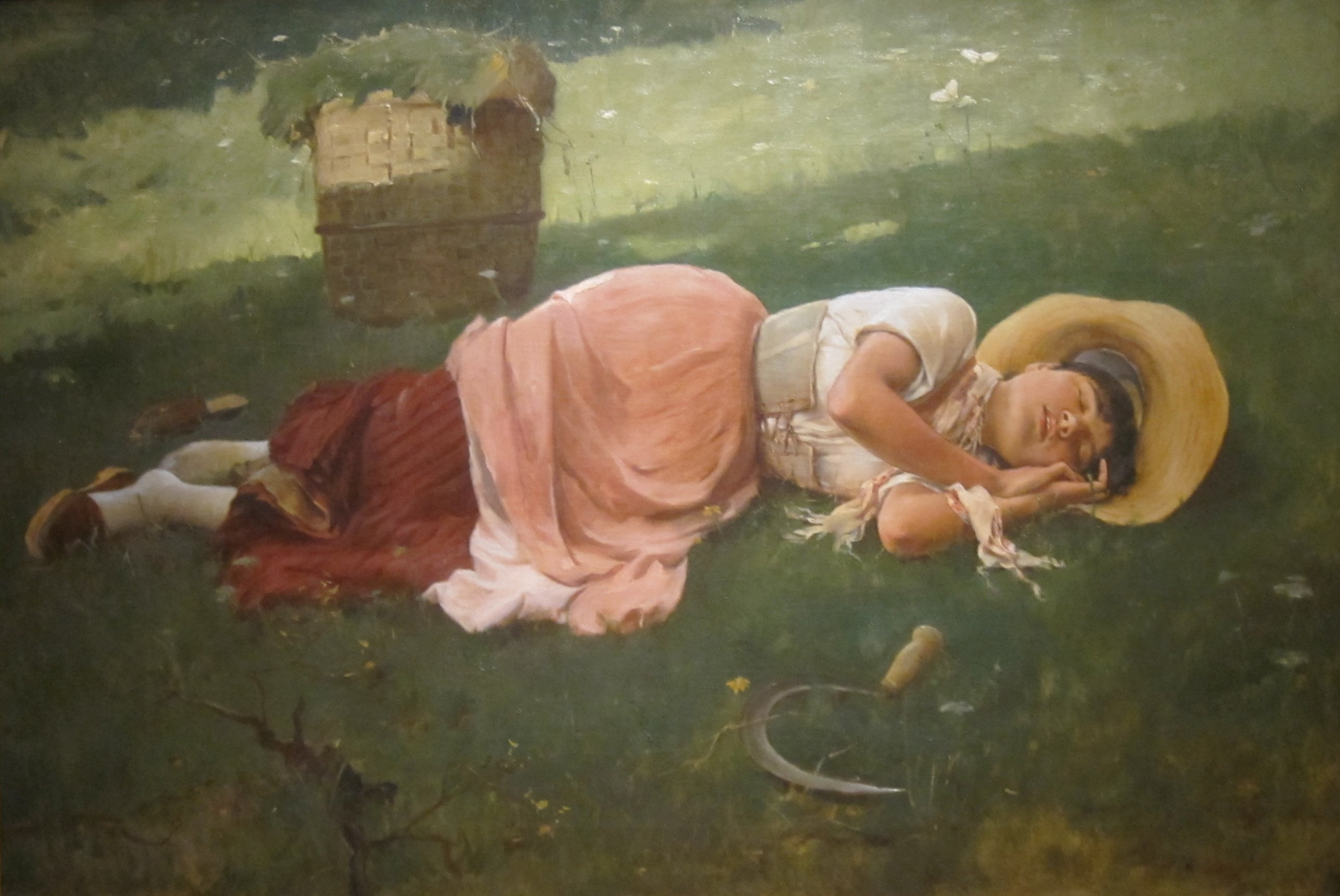
昼寝
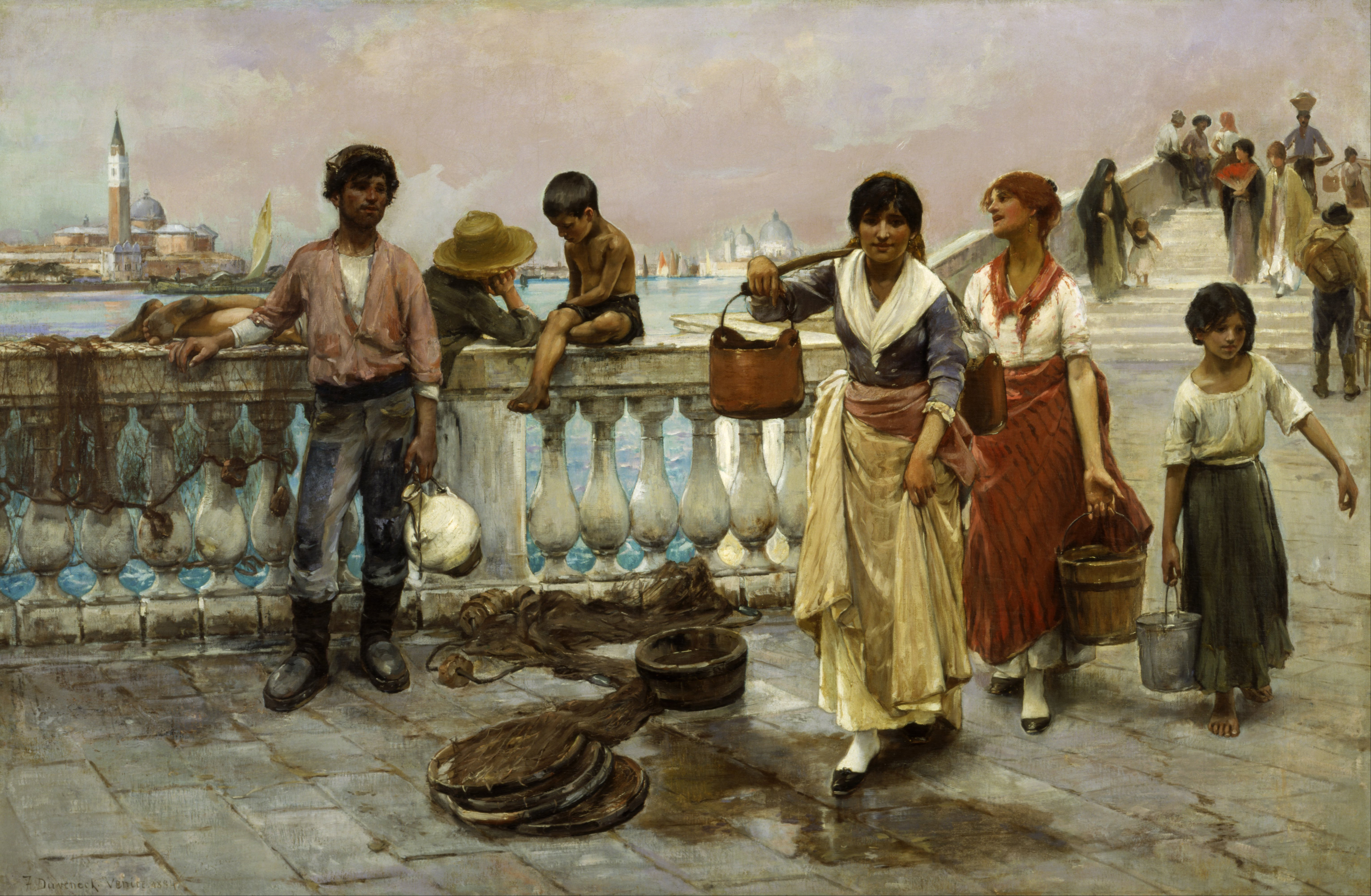
ヴェネツィアの水運び
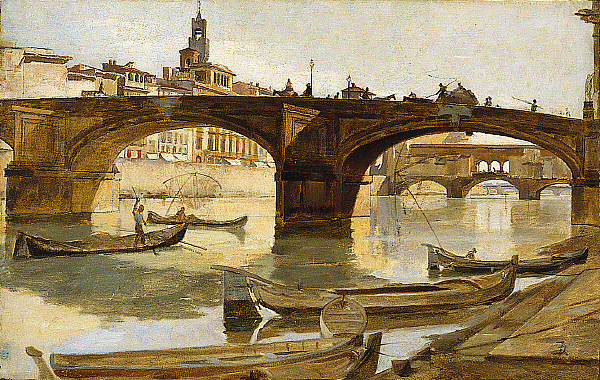
フィレンチェの橋